# Bcrypt
Bcrypt je hašovací funkce pro odvození klíče (key derivation function) navržená Nielsem Provosem a Davidem Mazièresem. Je založena na šifře Blowfish a byla prezentována v USENIXu v roce 1999. Bcrypt v sobě zahrnuje kryptografickou sůl, která chrání proti útokům pomocí duhové tabulky a mimo jiné se jedná o adaptivní funkci. To znamená, že můžeme záměrně zvýšit počet iterací, čímž dojde k jejímu zpomalení. Tím je zajištěna ochrana proti útokům hrubou silou.
Bcrypt je standardizovaná šifrovací funkce pro operační systémy jako BSD a další. Prefix „$2a$“ nebo „$2b$“ (případně „$2y$“) nacházející se v zašifrovaném řetězci označuje, že se jedná o modulární šifrovací formát. Zbytek zakódovaného řetězce se skládá z parametru označujícího dobu šifrování, ze 128bitové kryptografické soli skládající se z 22 znaků zakódovaných base64 kódováním a ze 184 bitů výsledné šifrované hodnoty, rovněž zakódované pomocí funkce base64 do 31 znaků.
Provos a Mazières využili Blowfish algoritmus a vylepšili jej. Vyvinuli pro něj nový algoritmus pro nastavení klíče a nazvali jej „Eksblowfish“. Ten začíná modifikovanou verzí původního algoritmu Blowfish, ve kterém jsou jak kryptografická sůl tak heslo použity pro nastavení všech podklíčů. V následných iteracích je již použit standardní algoritmus Blowfish, využívající střídavě sůl a heslo jako klíč. Každá z těchto iterací začíná podklíčem z předchozí iterace. Ačkoliv se jedná o vylepšení původního algoritmu, výsledná šifra je stejně silná. Jeho výhoda spočívá v umělém zpomalení výpočtu, díky čemuž dochází k lepší ochraně proti útokům hrubou silou.
Vstupem algoritmu je číslo n, určující počet iterací podle vztahu 2n. Toto číslo je součástí zakódovaného řetězce.
Funkce bcrypt je implementována v jazycích Ruby, Python, C, C#, Perl, PHP, Java, JavaScript a dalších.

## Algoritmus
Bcrypt algoritmus velmi závisí na „Eksblowfish“ algoritmu nastavující klíč, který funguje následovně:
```
EksBlowfishSetup(
cost
, 
salt
, 
key
)
    
state
 

  

    

      

        
←

      

    

    
{\displaystyle \gets }

  

 InitState()
    
state
 

  

    

      

        
←

      

    

    
{\displaystyle \gets }

  

 ExpandKey(
state
, 
salt
, 
key
)
    
repeat
 (2
cost
)
        
state
 

  

    

      

        
←

      

    

    
{\displaystyle \gets }

  

 ExpandKey(state, 0, key)
        
state
 

  

    

      

        
←

      

    

    
{\displaystyle \gets }

  

 ExpandKey(state, 0, salt)
    
return
 
state
```

InitState funguje jako originální Blowfish algoritmus, který naplňuje P-pole a S-boxy desetinnou částí čísla {\displaystyle \pi } v hexadecimálním formátu.
ExpandKey funkce dělá následující:
```
ExpandKey(
state
, 
salt
, 
key
)
    for(
n
 = 1..18)
        P
n
 

  

    

      

        
←

      

    

    
{\displaystyle \gets }

  

 
key
[32(n-1)..32n-1] 

  

    

      

        
⊕

      

    

    
{\displaystyle \oplus }

  

 P
n
 
    
ctext
 

  

    

      

        
←

      

    

    
{\displaystyle \gets }

  

 Encrypt(
salt
[0..63])
    P
1
 

  

    

      

        
←

      

    

    
{\displaystyle \gets }

  

 
ctext
[0..31]
    P
2
 

  

    

      

        
←

      

    

    
{\displaystyle \gets }

  

 
ctext
[32..63]
    for(
n
 = 2..9)
        
ctext
 

  

    

      

        
←

      

    

    
{\displaystyle \gets }

  

 Encrypt(
ctext
 

  

    

      

        
⊕

      

    

    
{\displaystyle \oplus }

  

 
salt
[64(n-1)..64n-1]) 
        P
2n-1)
 

  

    

      

        
←

      

    

    
{\displaystyle \gets }

  

 
ctext
[0..31]
        P
2n
 

  

    

      

        
←

      

    

    
{\displaystyle \gets }

  

 
ctext
[32..63]
    for(
i
 = 1..4)
        for(
n
 = 0..127)
            
ctext
 

  

    

      

        
←

      

    

    
{\displaystyle \gets }

  

 Encrypt(
ctext
 

  

    

      

        
⊕

      

    

    
{\displaystyle \oplus }

  

 
salt
[64(n-1)..64n-1]) 
            S
i
[2n] 

  

    

      

        
←

      

    

    
{\displaystyle \gets }

  

 
ctext
[0..31]
            S
i
[2n+1] 

  

    

      

        
←

      

    

    
{\displaystyle \gets }

  

 
ctext
[32..63]
    
return
 
state
```

Proto ExpandKey(state, 0, key) je stejný jako rozvrhování klíče normálním algoritmem Blowfish, jelikož všechny funkce XOR s nulovou hodnotou soli nemají žádný efekt. Funkce ExpandKey(state, 0, salt) je podobná, ale používá sůl jako 128bitový klíč.
Celý bcrypt algoritmus využívá tyto funkce pro výpočet hashe z daného vstupu, který je odvozen z hesla. Celý algoritmus funguje následujícím způsobem:
```
bcrypt(
cost
, 
salt
, 
input
)
    
state
 

  

    

      

        
←

      

    

    
{\displaystyle \gets }

  

 EksBlowfishSetup(
cost
, 
salt
, 
input
)
    
ctext
 

  

    

      

        
←

      

    

    
{\displaystyle \gets }

  

 "OrpheanBeholderScryDoubt" 
    
repeat
 (64)
        
ctext
 

  

    

      

        
←

      

    

    
{\displaystyle \gets }

  

 EncryptECB(
state
, 
ctext
) 
    
return
 Concatenate(
cost
, 
salt
, 
ctext
)
```